# Garganta de los Montes
Garganta de los Montes est une commune de la communauté de Madrid, en Espagne.